# Port de Marsamxett
El Port de Marsamxett, també anomenat Marsamuscetto en molts documents antics, és el port natural que hi ha al nord de La Valletta a Malta, separat del Gran Port per la península de La Valletta. Al nord del port hi ha les poblacions de Gżira i Sliema, on hi ha la Punta de Dragut. S'estén fins Pietà i Msida. Generalment és un port més dedicat a l'oci que el Gran Port, amb marines per a iots. En aquest port hi ha el Fort Manoel.
Marsamxett, al costat del seu soci, el Grand Harbour, es troba al centre d'un terreny que s'eleva suaument. El desenvolupament ha crescut al voltant dels ports bessons i pels vessants, de manera que tot el bol és efectivament una gran conurbació. Gran part de la població de Malta viu en un radi de tres quilòmetres de Floriana. Aquesta és ara una de les zones més densament poblades d'Europa. Els ports i les zones circumdants formen els districtes portuaris del nord i el sud de Malta. En conjunt, aquests districtes contenen 27 dels 68 ajuntaments locals. Tenen una població de 213.722 que representen més del 47% de la població total de les illes malteses.

## Col·lisió aèria
El 2006, durant una ronda a Malta de l'Aero GP sèries, es va produir una col·lisió entre dos avions, sobre el port, que va causar la mort d'un dels pilots.